# Alverich (Brandenburg)
Alverich (auch Alberich, lateinisch Alvericus; † nach 1231) war Dompropst von Brandenburg.

## Leben
1213 wurde er als Domherr in Magdeburg genannt. Ende 1216 oder am 18. Juni 1217 wurde er neuer Dompropst von Brandenburg als Nachfolger seines Bruders Siegfried, der kurz zuvor Bischof geworden war. Zu dieser Zeit war Alverich Novize im Zisterzienserkloster Lehnin. Um 1224 wurde er mit dem Bischof als päpstlicher Exekutor in das Kloster Ilsenburg geschickt. In seiner Zeit soll der Domherr Heinrich von Antwerpen den Tractatus de urbe Brandenburg geschrieben haben.
Alverich wurde 1230 letztmals als Dompropst genannt und zog sich 1231 in das Kloster Lehnin zurück, wo er zu einem unbekannten Zeitpunkt starb.